# (7606) 1995 SV2
1995 أس في 2 (ويعرف أيضًا باسم (7606) 1995 أس في 2 وفق تسمية الكوكب الصغير) (بالإنجليزية: 1995 SV2)‏ هو كويكب ضمن حزام الكويكبات؛ وترتيبه 7606 من حيث الاكتشاف.
اكتُشف هذا الجُرم الفلكي بواسطة هيروشي كانيدا في 20 سبتمبر 1995.

## وصلات خارجية
- (7606) 1995 SV2 في قاعدة بيانات مختبر الدفع النفاث لأجرام النظام الشمسي الصغيرة

- الاكتشاف · مخطط المدار ·  العناصر المدارية · المعلمات المادية

- (7606) 1995 SV2 على موقع ويكي سكاي: DSS2, SDSS, GALEX, IRAS, Hydrogen α, X-Ray, Astrophoto, Sky Map, Articles and images